# Scambus terebrans
Scambus terebrans là một loài tò vò trong họ Ichneumonidae.